# James Patrick Keleher
James Patrick Keleher (* 31. Juli 1931 in Chicago, Illinois; † 9. November 2024 in Olathe, Kansas) war ein US-amerikanischer Geistlicher und römisch-katholischer Erzbischof von Kansas City.

## Leben
Keleher empfing am 12. April 1958 durch den Erzbischof von Chicago, Samuel Alphonsius Kardinal Stritch, das Sakrament der Priesterweihe.
Papst Johannes Paul II. ernannte ihn am 20. Oktober 1984 zum Bischof von Belleville. Der Erzbischof von Chicago, Joseph Louis Kardinal Bernardin, spendete ihm am 11. Dezember desselben Jahres die Bischofsweihe; Mitkonsekratoren waren William Michael Cosgrove, Altbischof von Belleville, und Thomas Joseph Murphy, Bischof von Great Falls. 
Am 28. Juni 1993 wurde er zum Erzbischof von Kansas City ernannt und am 8. September desselben Jahres in das Amt eingeführt. Von diesem Amt trat er am 15. Januar 2005 zurück.
Im November 2024 starb er im Alter von 93 Jahren.